# Premonstrátský třetí řád
Premonstrátský třetí řád je společenství kněží a laiků (bratří i sester), kteří jsou přidruženi k premonstrátským řeholním komunitám, jako k místům křesťanského setkávání a duchovního povzbuzování. Nejsou řeholníky, ale cítí vnitřní náklonnost k premonstrátskému řádu, jeho zakladateli sv. Norbertu a jeho učení.
Jako apoštolský kazatel získal svatý Norbert pro důsledný a zbožný život mnoho věřících. Zakládal kláštery, kde se tito věřící sdružovali a mohli prohlubovat svůj duchovní život. Mnozí z nich však do kláštera z různých důvodů vstoupit nemohli, a přesto chtěli s premonstráty zůstat v úzkém a trvalém spojení, spolupracovat s nimi, pomáhat jim a stále se duchovně obohacovat. Byli tedy přijati do Třetího řádu. Jako znamení příslušnosti k Norbertovu řádu dostali bílý škapulíř nebo jeho symbol.
Členem nebo členkou Třetího řádu se stává věřící, který se přidružuje k některé bratrské nebo sesterské komunitě řádu a je představeným nebo představenou přijat. S řeholními bratry a sestrami se spojuje k poctě Boha a při životě v rodině, zaměstnání a ve svém prostředí uskutečňuje jemu možné a určené zásady, kterými se vyznačuje Norbertovo založení. Komunita pomáhá terciářům duchovně a podle možnosti i konkrétně v různých situacích, které život přináší.

## O co usilují synové a dcery sv. Norberta
Snaží se žít
- Eucharisticky – to je s velkou úctou k Nejsvětější svátosti oltářní, s pravidelnou a častou účastí na slavení mše svaté (co nejčastěji podle svých možností). Kladou velký důraz i na adorace, výstavy Nejsvětější svátosti oltářní a jiné eucharistické slavnosti; snaží se o prohlubování eucharistického života soustavným vzděláváním.
- Mariánsky – úcta k Panně Marii byla vlastní již začínající apoštolské Církvi. Sv. Norbert Pannu Marii vroucně uctíval a učinil ji Paní svou i Královnou jím založeného řádu. Norbert svým synům i dcerám odkázal úctu k jejímu Neposkvrněném početí, panenství, mateřství; poukázal na Pannu Marii jako na naši Paní, na Prostřednici milostí, zdůraznil Mariiny radosti; Panně Marii je zasvěcena většina premonstrátských kostelů.
- Liturgicky – nejdůležitější liturgie (tedy bohoslužba) je mše svatá. Liturgicky žije ten, kdo se připojuje ke společné chvále Boha, modlí se za společné úmysly Církve, úmysly premonstrátského řádu. Je doporučena i Liturgie hodin nebo její část (ranní, večerní chvály) i modlitba růžence.
- Kajícně – to znamená naslouchat svému svědomí, zpytovat jej, pravidelně přistupovat ke svátosti pokání; ke kajícímu způsobu života patří též dobrovolný sebezápor a dobré skutky.
- Apoštolsky – chválou Boha, rozjímáním jeho Slova a svým životem a jednáním přitahovat lidi k radostnému chválení Boha a následování Ježíše Krista.

## Podmínky vstupu
Do třetího řádu může vstoupit každý katolický křesťan (svobodný i ženatý muž, svobodná i vdaná žena i kněz (nesmí však být členem jiného třetího řádu nebo jiného řeholního řádu)). Noví členové jsou do společenství přijímáni po uplynutí kandidátské lhůty. Ta trvá obvykle jeden rok, ale v odůvodněných případech může být představeným zkrácena nebo prodloužena. Toto období využívá kandidát k setkávání se společenstvím terciářů a s řeholníkem, který je pověřen duchovní správou terciářů. Kandidátská lhůta je ukončena obřadem obláčky. Obláčka se koná zpravidla v den konání terciářské kapituly. Při obláčce uchazeč přijímá řádové jméno. Jako znamení příslušnosti k Norbertovu řádu obdrží bílý škapulíř nebo jeho symbol. Po obláčce začíná noviciát, ten trvá obvykle jeden rok (i více) a uchazeč o přijetí má dokázat (sobě i ostatním členům), že má skutečně zájem o vstup do Třetího řádu. Po uplynutí této doby a po souhlasu představeného může novic složit sliby Třetího řádu, které jsou vyjádřením jeho touhy po dokonalosti a upevněním jeho příslušnosti k Norbertovu založení.
Novicové skládají následující slib, který může být dočasný nebo na celý život. Slib i obláčka jsou spojeny s modlitbami, biblickým čtením, případně se slavením eucharistie. Text slibu je:
„Já, bratr (sestra) X.Y., obětuji se Bohu a slibuji změnu svého chování a život terciáře (terciářky) podle pravidel a zvyklostí Třetího premonstrátského řádu v kanonii (xx). Dále slibuji... To činím před Vámi, Otče (představený komunity) a před ostatními bratry a sestrami třetího řádu.“
Součástí tohoto slibu může být i slib osobní (Dále slibuji…), kterým se slibující zavazuje konat individuální modlitbu nebo skutek blízký jeho založení a možnostem.

## Dějiny Třetího řádu premonstrátů

### Úvod
Vznik a prvotní působení premonstrátského řádu se odehrálo v době apoštolského hnutí v Církvi (od počátku 11. století do 13. století). V druhé polovině 11. století (1084) vzniká kartuziánský řád, začíná tzv. gregoriánská reforma, která své jméno získala podle papeže Řehoře VII. (1073–1085), vznikají cisterciáci (1098) a premonstráti (1120), ve 13. století působí sv. František (1209) a sv. Dominik (1210) a řády jimi založené.
Apoštolské hnutí a gregoriánská reforma zasáhly život celé Církve v tom nejširším slova smyslu – netýkaly se jen duchovenstva a řeholníků, ale měly vliv i na život křesťanských laiků té doby. Typickými znaky tohoto období je touha věřících všech stavů žít autenticky křesťansky přiměřeně svému povolání. Vzor této touhy byl nalezen v životě prvotní Církve, jak jej popisují Skutky apoštolů a spisy starých církevních Otců. Vznikají nová řeholní společenství, která toužila autenticky žít staré řeholní předpisy – kartuziáni si vzali jako vzor pouštní otce, cisterciáci toužili žít přesně podle Řehole sv. Benedikta. To jsou však společenství mnišská, klášterní. Podobné tendence se však objevují i u kléru městského. A zde při zkoumání dějin a spisů otců byl „objeven“ sv. Augustin a jeho komunita kleriků. Podle tohoto vzoru vznikají při katedrálních a význačnějších kostelech komunity kleriků s jistými pravidly – vznikají kapituly kanovníků. Členové některých z nich se později rozhodli složit řeholní sliby; dochází tak k přetvoření světských kapitul na kapituly řeholních kanovníků. O něco později tyto komunity řeholních kanovníků stěhují svá sídla z měst na venkov nebo zcela mimo dosah lidských sídel. Zůstává jim však činnost typická pro kanovníky – slavení chórové modlitby, slavnostní mše sv., studium posvátných věd a otevřenost pro potřeby těla i ducha příchozích. Takto vykonávaly komunity záměrně i tzv. přímý apoštolát.
Laici však nezůstali pozadu. Jejich zájem o duchovní život, bohoslužby, jejich vztah k osobě Ježíše Krista, našeho Pána, je obdivuhodný. Duchovní ráz oné doby nese znaky tohoto zájmu o Krista a jeho přítomnost v Církvi, ve svátostech (zejména v Eucharistii), v Písmu.

### Duchovní svazky osob, klášterů a kapitul
Vzhledem k úrovni vzdělání tehdejší Evropy je jasné, že zájmy a otázky křesťanských laiků se víceméně řešily ve spolupráci s klérem a kláštery. Zbožní šlechtici a později i bohatí měšťané; rovněž i prostí lidé z okolí, přicházeli do klášterů pro radu, poučení, pro svátostnou posilu, s prosbou o modlitbu. Mezi těmito laiky a klášterem či kapitulou vzniká jakýsi vztah, který je v pozdějším období nazýván confraternitas – konfraternita. Podobné vztahy se uzavíraly i mezi kláštery a kapitulami vzájemně. Máme například doloženo uzavření konfraternity mezi opatem kláštera benediktinů v Cluny Petrem a prvním generálním opatem premonstrátského řádu a opatem Prémontré bl. Hugem de Fossés z roku 1140, která spočívala ve vzájemné modlitbě za zemřelé řeholníky. Tento svazek vzpomíná generální kapitula z roku 1141 a nazývá ho societas.

### Theobald z Champagne
Z nejstarších životopisů sv. O. Norberta se dozvídáme o osobě hraběte Theobalda z Champagne. Jeho záležitost souvisí se sv. Gottfriedem z Kappenbergu. Theobald, inspirován jeho příkladem, chce dát Norbertovi k dispozici své majetky i sebe sama, tj. chce se stát řeholníkem. Norbert mu však prozíravě radí zcela jinak, než tomu bylo v Gottfriedově případě. Theobaldův majetek nebyl určen pouze k užitku Theobalda samotného a jeho rodiny, ale i k podpoře chudých a Církve. Theobaldovým vstupem do řádu by péče o tyto potřebné věci zcela ustala nebo by se umenšila. Proto Norbert Theobaldovi radí zůstat ve světě a oženit se. Na jeho vlastní žádost mu posléze vybírá i manželku.
Obyčejně se říká, že Theobald je první premonstrátský terciář. Traduje se rovněž, že Norbert dal Theobaldovi bílý škapulíř a jistá pravidla – řeholi. Vzhledem k tomu, že nejstarší Norbertovy životopisy o tom mlčí, nemůžeme to ani popřít, ani pokládat za jisté. Někteří dokonce tvrdí, že Norbert Theobaldovi nedal vůbec nic (malý škapulíř se objevuje až o sto let později) a že Theobald vůbec do jakéhokoliv svazku s řádem přijat nebyl, protože zemřel v hábitu cisterciáka a na jejich hřbitově byl i pochován. Tato otázka je velmi složitá a vyžadovala by si hlubší zkoumání.

### Různá společenství laiků při premonstrátských kanoniích
V historii premonstrátského řádu se vzpomíná na kvetoucí obec „terciářů“ – tedy laiků přidružených ke kanonii premonstrátů v Antverpách. Toto společenství vzniklo při tamějším kostele sv. Michaela, v kterém působili premonstráti, usazení zde roku 1124 sv. Norbertem. Norbert byl do Antverp povolán, aby potřel bludné učení potulného heretického kazatele Tanchelma. Lietard, biskup z Cambrai, do jehož diecéze Antverpy patřily, vydal roku 1135 listinu, v které se říká, že nemocní, kteří za svého života toužili přijmout šat a řeholi kanovníků od sv. Michaela, mohou být po smrti pochováváni premonstráty; jinak bylo toto právo vyhrazeno místnímu faráři od sv. Marie. Premonstráti měli rovněž právo poskytnout těmto lidem i svátost nemocných. Hovoří se o nich jako o členech fraternity, jsou rovněž nazývání „Fratres Michaelites“; dodává se, že ačkoliv podle názvu se vůbec nedá hovořit o třetím řádu, přece lze podle činnosti říci, že šlo o jakési zárodky třetího řádu, jak ho známe dnes.
Na generální kapitule roku 1217 předložil opat Emon z Vitervium premonstrátskou definici termínu fraternitas: je to společenství dané mnohým, jak mužům, tak ženám, jak bohatým, tak chudým. Zde je nutno připomenout jistý posun chápání tohoto výrazu u premonstrátů, neboť jiné řády uzavíraly fraternitu na základě reciprocity, tj. jako příslušníky fraternity (familiares) přijímaly pouze bohaté dobrodince kláštera za jejich materiální podporu domu. Jako příklad fraternity je možné uvést společenství duchovní dober mezi rodem flanderských hrabat de Baudouin s premonstrátským opatstvím Hora sv. Martina z roku 1202.
Text smlouvy, jíž se tento svazek uzavíral, měl přesně stanovenou podobu. Měl obsahovat práva a povinnosti obou stran. Některý z generálních opatů z let 1204–1304 vydal list o účasti na dobrech řádu a posmrtné vzpomínce v modlitbách, jak se patří. Podobný list, patrně z pozdějšího období, uvádí i Le Paige; ten už obsahuje termín confraternitas. Podobných smluv známe mnoho. Tyto smlouvy nebyly jen záležitostí práva. Jejich duchovní rozměr (tedy to podstatné) býval potvrzen i liturgickou formou obřadu uzavření konfraternity. O jedné z nich, formuli užívané v kanonii Ninove v letech 1185–1190, která pocházela z augustiniánské kanonie v Morbachu (zapsána byla v letech 1122–1124), se premonstrát z Averbode Placide Lefévre (1892–1978) vyjádřil jako o „liturgické formuli pro přijímání premonstrátských terciářů ve 12. století“.

### Malý bílý škapulíř; fratres et sorores ad succurendum
Dílo premonstráta Jeana Le Paige († 1650), rektora pařížské koleje premonstrátů, Bibliotheca Praemonstratensis z roku 1633 obsahuje text obřadu požehnání a odevzdání malého škapulíře. Setkáváme se zde s velmi důležitým a zajímavým termínem fratres et sorores ad succurendum. Tímto termínem jsou nazýváni laici, kteří přijali malý bílý škapulíř jako vnější znak svého přivtělení k řádu; sakristán kostela je po tomto obřadu zapsal do registru konfraternity. Jejich povinností bylo podporovat kanonii, k níž patřili, podle svých možností i materiálně; jejich duchovní povinnosti, jimiž se měli připodobnit řeholníkům, jsou vypočítány: recitování předepsaných modliteb (jistý počet Otčenášů, Zdrávas Maria, Apoštolské vyznání víry), časté přistupování ke svátosti smíření a Eucharistii (minimálně sedmkrát do roka), posty každý pátek a v adventu kromě postů Církví předepsaných. Do této skupiny Fratres ad succurendum je započten i hrabě Theobald, jak o tom hovoří i nekrolog z Prémontré. Dějiny znají i laiky „ad succurendum“, kteří na smrtelném loži vstoupili do řádu. Instituce laických fratres et sorores ad succurendum je mnohými pokládána za dílo sv. Norberta, tedy za instituci, která je chápána co do obsahu jako třetí řád; v tomto smyslu je sv. Norbert skutečně zakladatelem této instituce v Církvi.

### Laická společenství při premonstrátských kanoniích v období baroka
V 17. století byly společenstvím, připojeným k některé kanonii premonstrátského řádu svazkem fraternity, dávány různé názvy. Tato společenství sice nebyla početně tak velká jako například škapulířová bratrstva karmelitánů nebo kající bratrstva františkánů (pozdější či současné třetí řády), neboť, jak je dnes všeobecně přijímáno, nároky na členy premonstrátských bratrstev byly mnohem vyšší než u jiných řádů; rovněž i charakter společenství připojených ke kanoniím byl odlišný. Do třetích řádů žebravých řeholí vstupovali většinou lidé nemajetní či z nižších společenských vrstev – tedy z toho okruhu věřících, na nějž se tyto řády orientovaly, do bratrstev při premonstrátských kanoniích vstupovali většinou laici z řad šlechty a měšťanstva; šlo zpravidla o jednotlivce či rodiny, nikdy ne o masy.Z oblasti brabantské cirkárie (dnešní Belgie) známe Bratrstvo sv. Norberta při kanonii sv. Michaela v Antverpách, které zřídil papež Urban VIII. roku 1629; tentýž papež roku 1643 potvrdil při kanonii Tongerloo zřízené bratrstvo Nejsvětější svátosti a sv. Norberta; pro toto společenství sepsal roku 1660 Jean Evermode van Berlicum pravidla pod názvem: „Pravidla pro zbožné přátele“. Nešlo však výslovně o třetí řád, jak je měly v té době žebravé řehole. Roku 1686 vzniklo v opatství Beauport Bratrstvo bílého škapulíře. Generální kapitula pod vedením generálního opata Michaela Colberta udělila na žádost priora Vincenta Royera tomuto papežem schválenému bratrstvu plnou účast na veškerých duchovních dobrech řádu. 
Roku 1722 napsal jistý premonstrát z Reichenstein a farář v Geelen pravidla pro poustevníky, kteří žili při kapli sv. Kříže v Geelen a chtěli žít a zemřít v řeholi sv. Norberta. Pravidla, na nichž je znát vliv řehole sv. Augustina, schválil biskup z Roermond; obsahují zmínky o oděvu, postu a o využívání času. Ve farských análech je například zmínka o „bratru Gerlachovi, terciáři našeho řádu a poustevníkovi v Geelen“, který zemřel roku 1736. 

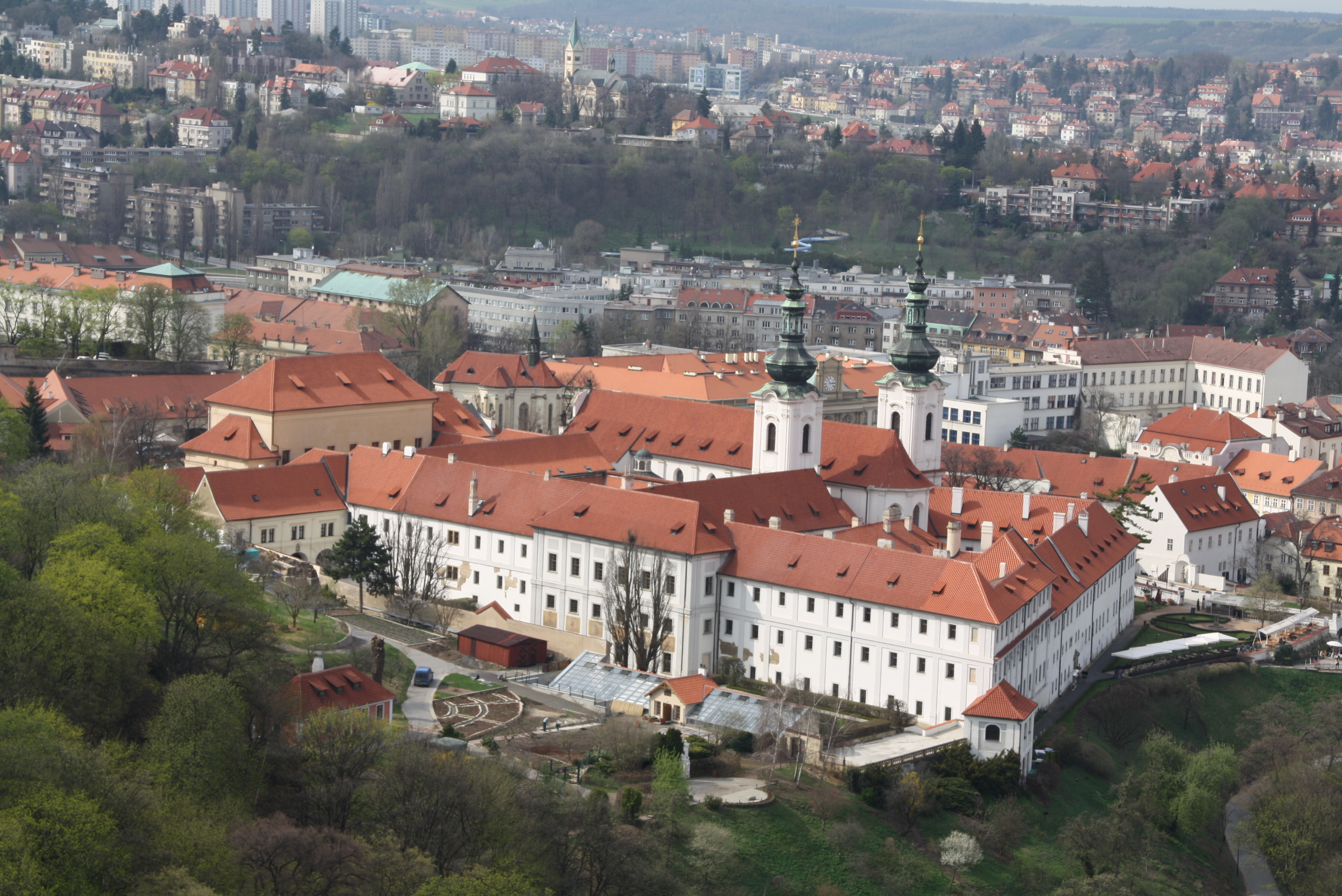
Strahovský klášter, pohled z Petřínské rozhledny

Zakládání zbožných bratrstev při premonstrátských kanoniích se týkalo i Strahova. Ve Strahovských análech je zapsaný vzor smlouvy pro uzavření konfraternity, datovaný do května 1678. Na žádost opata kanonie sv. Salvátora v Ortenburgu v pasovské diecézi Josefa von Silbermanna (1733–1756), který založil při své kanonii laické bratrstvo s názvem Třetí řád premonstrátský, dává papež Benedikt XIV. tomuto sdružení schvalovací bulu, datovanou 22. května 1751, a tvrdí, že premonstrátský řád je prvním v Církvi, který má třetí řád; vypočítává i povinnosti terciářů. Bula tak zjednodušeně opakuje tradiční mínění o premonstrátském prvenství.
Bavorští premonstráti však vedli terciářské skupiny na velmi vysoké úrovni, měli pro ně sestavena pravidla, která několikrát přepracovávali podle doby a okolností. Jako základ však stále sloužila pravidla, která uvedl Le Paige ve své Bibliothece.
Podle listu Benedikta XIV. bylo nutno sestavit obřady obláčky a slibů; ty měly rovněž za základ Le Paigeho texty. Terciářská příručka Godefroida Madelaine († 1932) z opatství sv. Martina v Mondaye ve Francii ukazuje stav tohoto obřadu před II. vatikánským koncilem. Člen tohoto sdružení byl přijat do společenství řádu prelátem kanonie nebo jeho zástupcem. Stával se účastným veškerých odpustků udělených řádu a všech jiných duchovních dober, která premonstrátský řád z Boží milosti má.
Papežská bula dává terciářům po absolvování noviciátu, který se zahajuje přijetím požehnaného malého škapulíře, zápisem do knihy sdružení a jistou duchovní přípravou, možnost složit sliby, které jsou velmi podobné profesi kanovníků premonstrátského řádu. Mimochodem řečeno, tato možnost se nabízí i dnes; o současné praxi musíme říci, že ne všichni tuto možnost využívají a využili. Úvod formule slibů, jak ji předkládá Madelaine, dává najevo, že byl inspirován textem františkánských terciářů. Ten, kdo tyto sliby skládal, sliboval všemohoucímu Bohu, Panně Marii, sv. Norbertovi a všem svatým, že bude po celý život zachovávat Boží přikázání a konat pokání za své hříchy; dále se zavazoval žít a šířit úctu k Nejsvětější svátosti, podle možností usmiřovat rouhání a šířit pokoj mezi nepřáteli. Františkánský vliv se projevil i v noviciátě před sliby.

### 20. století – období před II. vatikánským koncilem
Typickým jevem pro konec 18., celé 19. a počátek 20. století je postupný vznik společenství zasvěceného života v nové formě, kterou nazýváme řeholní kongregace. Tato společenství byla inspirována nějakou již existující spiritualitou, ale z různých důvodů nemohla být přijata do společenství existujících řeholních rodin (např. zrušení řádu, nepřízeň církevní nebo světské vrchnosti vůči té které řeholní společnosti, touha přizpůsobit danou spiritualitu místním podmínkám apod.). Tímto způsobem vznikají i kongregace třetího premonstrátského řádu. V chronologickém pořadí se jedná o klášter sester premonstrátek ve švýcarském Berg Sion v diecézi St. Gallen, který vznikl roku 1762. Sestry zachovávají adoraci Nejsvětější svátosti bez přerušení již od vzniku kláštera. V Holandsku vznikla v druhé polovině minulého století zásluhou premonstráta Quirina Van Den Boagaerta diecézní Kongregace bratří premonstrátského řeholního třetího řádu v Elshout; existovala v letech 1858–1949. Roku 1889 vzniká ve Francii klášter sester řeholního Třetího premonstrátského řádu v Le Mesnil-St-Denis. Strahovský premonstrát Vojtěch Frejka usiloval o obnovení života sester druhého řádu; když tato obnova nemohla být z důvodu neochoty vrchnosti realizována, zakládá ve spolupráci se sestrami z krakovské kanonie roku 1902 na Svatém Kopečku u Olomouce Kongregaci sester premonstrátek ze Svatého Kopečku, kterou původně tvořily terciářky. Krakovské sestry pomohly též vzniku Kongregace premonstrátek v maďarském Külsövat v diecézi Veszprém, kterou založil premonstrát z Nagy Varádu Szebastian Eugen Ráday spolu se sestrou Marií Anselmou Lodolfou Wisnickou roku 1927. Roku 1950 zakládá windberský premonstrát Siard Tibosch Kongregaci premonstrátek v Rot v Bádensku – Würtenbersku. V Rakousku vzniká roku 1953 podobná kongregace v Etsdorfu. V dnešní době jsou tyto kongregace již chápané odlišně od třetího řádu, ne jako terciářské.
Na žádost generálního opata Gummara Cretse vydává roku 1923 papež Pius XI. breve Antiquis Monasteriis, kterým potvrzuje i časově prvenství premonstrátského třetího řádu. Na jeho základě byla vydána Statuta tertiariorum saecularium Ordinis Praemonstratensis, jež uspořádávají život terciářů jako jednotlivců i jako obcí při kanoniích řádu.
Statuta Renovata z roku 1947 věnují terciářům čtyři články. Rozeznávají terciáře řeholní a světské. K prvním Statuta říkají, že se k řádu nemůže připojit žádná kongregace bratří a sester bez povolení generálního opata a souhlasu jeho rady, kromě toho řád nemá vůči této kongregaci žádnou povinnost. O druhých Statuta říkají, že řád na základě apoštolského zplnomocnění může mít své terciáře žijící ve světě, kteří se snaží o dokonalejší křesťanský život pod vedením řádu a podle jeho ducha.
Protože Statuta Renovata jsou textem velmi právnického charakteru a k duchovním věcem se vyjadřují velmi málo, vznikla po jejich vydání potřeba textu – duchovních zásad. Ten po svém vzniku dostal název Directorium Spirituale Ordinis Praemonstratensis a vyšel roku 1959 v Averbode. V 6. kapitole rozebírá duchovní zásady života terciářů té doby a podává též návod na prožívání jednotlivých složek premonstrátského duchovního života v konkrétních povoláních.
Druhá část textu 6. kapitoly mluví o kněžích – terciářích. Kněz – terciář premonstrátského řádu by měl podle tohoto článku žít kvůli svému kněžství život člena třetího řádu jinak než laik. Podle Directoria je pro kněží premonstrátský třetí řád nejvhodnější, a to pro spojení s kanovnickým řádem, pro jeho spiritualitu (liturgie, kající život, apoštolát, eucharistická a mariánská úcta); rovněž se uvádí, že kněz s terciářským slibem se zavazuje plnit všeobecné křesťanské povinnosti i své kněžské závazky i z nového důvodu, jímž je příslušnost k Třetímu řádu. Vzhledem ke kněžství těchto terciářů je změněn i vztah ke kanonii řádu, k níž jako terciáři patří.

### Období po II. vatikánském koncilu
V letech 1968–1970 se konala generální kapitula premonstrátského řádu v Innsbrucku, kde měla být řádová pravidla uvedena do souladu s výsledky II. vatikánského koncilu. Byla přijata pravidla nová, která už nenesla název Statuta, ale Constitutiones.
Generální kapitula, která se konala roku 1976 v americké kanonii De Pere nařídila Komisi pro kanonický život a ducha řádu (Commisio de Vita Canonica et de Spiritu Ordinis) obnovu duchovní náplně laického třetího řádu.
Na generální kapitule v holandském Oostmale roku 1982 se jednalo i o třetím řádu. Bylo konstatováno, že v některých domech premonstrátského řádu žijí trvale diecézní kněží a mají částečnou účast na společném životě premonstrátských komunit. Jiní kněží jsou na naše komunity trvale napojeni; v našich domech žijí rovněž donáti. Mnohé kanonie vedou laická společenství pod různými názvy, jejichž spiritualita je zcela premonstrátská, a lze o nich tedy hovořit jako o terciářích. Generální kapitula rozhodla, že Statuta třetího řádu z roku 1949 a Všeobecné zásady spirituality a pravidel se mají přepracovat; rovněž každá kanonie si může pro své terciáře vytvořit vlastní knihu zvyklostí.
Nový Kodex kanonického práva z roku 1983 mluví o terciářích jako o „sdruženích křesťanů“; terciářů se zvlášť týkají kánony 303, 311, 312, 317.
Roku 1988 vydala generální kapitula, konaná ve Steinfeldu, rámcová pravidla třetího řádu, která si každá kanonie s ohledem na rozdílnost jejich situací může upřesnit.
Konstituce a Směrnice Kongregace sester premonstrátek ze Svatého Kopečka o terciářích pojednávají obšírněji a lépe (Konstituce sester premonstrátek 8/1 – 3). 
Konstituce z roku 1970 byly přepracovány roku 1994 na generální kapitule v Untermarchtall. O terciářích hovoří 35. článek III. kapitoly: 
„Někteří kněží, ale i laici, muži i ženy, vedeni jistou duchovní náklonností, hledají v komunitách našeho řádu duchovní povzbuzení a místo lidského a křesťanského společenství, aby, žijíce nadále ve vlastních životních podmínkách, prohloubili svou víru a apoštolskou aktivitu; proto touží po užším spojení s některou komunitou řádu. V jednotlivých komunitách nechť jsou stanoveny formy vhodné pro takovýto styk a spojení.“
Dnešní Třetí řád premonstrátských řeholních kanovníků je podle katalogů z posledních období (1983, 1989) uváděn jako „řádovým kanoniím přidružená laická společnost“ s vlastním názvem: Bernské společenství kanonie Berne (Holandsko), Společnost De Pere (USA), Bratrstvo sv. Michaela ve Frigolet (Francie), Třetí řád sv. Norberta v Jamtara (Indie), Společnost Storrington (Velká Británie), Společnost Tongerloo (Belgie). V našich zemích známe např. Terciáře při Kongregaci sester premonstrátek ze Svatého Kopečka, Společenství Magnificat v Teplé, Třetí řád při Strahovské kanonii.